# Segundo Frente Oriental «Frank País»
El Segundo Frente Oriental «Frank País» fue un frente de combate en la revolución cubana, creado el 11 de marzo de 1958 en Piloto del Medio, Sierra Cristal, recibe su nombre de Frank País, un dirigente estudiantil en la Revolución cubana.

## Historia
El comandante Raúl Castro fue quien quedó a cargo de la misión. Este al mando de la columna 6, que contaba con 67 guerrilleros, empezó a maniobrar en una región de aproximadamente 12 000 kilómetros cuadrados al norte de la que en aquella época era la provincia de Oriente. Este nuevo frente emprendió acciones con la ayuda de los pobladores de la región que los apoyaron reuniendo víveres y dándoles información acerca de las acciones del enemigo. El progreso de las tropas rebeldes y la instauración de los Comités de Campesinos Revolucionarios beneficiaron las acciones militares. La primera acción de importancia fue la toma del aeropuerto de Moa, le seguirían toma de puestos navales, derribo de aviones, ataques a 35 cuarteles y guarniciones, ocupación de armas, operaciones marítimas y captura de soldados. También se desarrolló la idea concebida por Raúl Castro de crear una Fuerza Aérea Rebelde. 
En el área de acción del Segundo Frente Oriental Frank País García fue instituida una organización estatal con jurisdicciones de educación, propaganda, agraria, justicia, sanidad, finanzas, construcción y comunicaciones y el de la guerra, como  una vista preliminar de lo que se aplicaría a partir de que triunfara la revolución. En ese mismo territorio se desarrolló además el Primer Congreso Campesino en Armas. En diciembre de 1958 el acceso a la zona del norte de la provincia de Santiago de Cuba estaba controlado por las fuerzas rebeldes.